# Ocroeme aspericollis
Ocroeme aspericollis är en skalbaggsart som beskrevs av Martins, Chemsak, Linsley, Chemsak och Linsley 1966. Ocroeme aspericollis ingår i släktet Ocroeme och familjen långhorningar.
Artens utbredningsområde är Venezuela. Inga underarter finns listade i Catalogue of Life.